# Erythrococca laurentii
Erythrococca laurentii är en törelväxtart som beskrevs av David Prain. Erythrococca laurentii ingår i släktet Erythrococca och familjen törelväxter.
Artens utbredningsområde är Kongo-Kinshasa. Inga underarter finns listade i Catalogue of Life.